# Kisbajom
Kisbajom là một thị trấn thuộc hạt Somogy, Hungary. Thị trấn này có diện tích 13,67 km², dân số năm 2010 là 400 người, mật độ 29 người/km².